# Jimmy Wallington
James „Jimmy” Wallington (ur. 15 września 1907 w Rochester w stanie Nowy Jork, zm. 22 grudnia 1972 w Arlington w stanie Wirginia) – amerykańska osobowość radiowa.

## Życiorys
James Wallington urodził się w Rochester w Nowym Jorku. Był prezenterem znanym m.in. z zapowiadania na antenie programów Eddiego Cantora i Freda Allena w audycjach radiowych z lat 30 i 40. Zmarł w wieku 65 lat.

## Wyróżnienia
Posiada swoją gwiazdę na Hollywoodzkiej Alei Gwiazd.